# Jan Erik Strømberg
Jan Erik Strømberg (* 28. September 1956) ist ein ehemaliger norwegischer Skispringer.
Strømberg bestritt in den Saisons 1979/80 und 1982/83 je ein Weltcup-Springen. Seinen ersten Weltcup bestritt er am 2. März 1980 mit dem Skifliegen in Vikersund, wo er auf dem 6. Platz landete. Durch die damit gewonnenen zehn Weltcup-Punkte beendete er die Saison 1979/80 auf dem 70. Platz. Seinen zweiten und letzten Weltcup bestritt er am 13. März 1983 in Oslo in Holmenkollen. Auf der Großschanze erreichte er den 13. Platz und gewann somit erneut drei Weltcup-Punkte und konnte mit diesen am Ende der Saison den 60. Platz in der Gesamtwertung erreichen.

## Erfolge

### Weltcup-Platzierungen
| Saison  | Platz | Punkte |
| ------- | ----- | ------ |
| 1979/80 | 69.   | 10     |
| 1982/83 | 60.   | 03     |